# Heliocontia mata
Heliocontia mata är en fjärilsart som beskrevs av Druce 1898. Heliocontia mata ingår i släktet Heliocontia och familjen nattflyn. Inga underarter finns listade i Catalogue of Life.